# Gil Dias
Gil Bastião Dias (Gafanha da Nazaré, 28 september 1996) is een Portugese voetballer die doorgaans als aanvaller speelt. Hij verruilde Benfica in januari 2023 voor VfB Stuttgart.

## Carrière
Dias begon met voetballen bij GD Gafanha in zijn geboorteplaats. Hij werd in 2004 opgenomen in de jeugdopleiding van Sporting Lissabon. Die verruilde hij in 2007 voor de jeugd van AD Sanjoanense en die in 2013 voor die van SC Braga.
Nog voor zijn debuut in het eerste legde AS Monaco 5 miljoen euro neer om Dias over te nemen. Hier speelde hij een halfjaar in het tweede elftal, voor de club hem begon te verhuren. Zo kwam hij in 2016 zes maanden op huurbasis uit voor Varzim in de Segunda Liga en gedurende het seizoen 2016/17 voor Rio Ave, in de Primeira Liga. Dias maakte op 13 augustus 2017 zijn eerste minuten voor Monaco. Hij viel die dag in de 83e minuut in voor Adama Diakhaby, tijdens een met 1–4 gewonnen competitiewedstrijd uit bij Dijon FCO. Monaco verhuurde hem twee dagen later voor twee seizoenen aan Fiorentina, dat daarbij een optie tot koop bedong. Dias maakte die twee jaar niet vol, maar vertrok in juli 2018 op huurbasis naar Nottingham Forest, op dat moment actief in de Championship. Het was de bedoeling dat hij hier een jaar bleef, maar in januari 2019 werd Olympiakos Piraeus zijn vijfde huuradres.
Leonardo Jardim was in de eerste seizoenshelft van 2019/20 de eerste coach die Dias aan het werk zette bij Monaco. Hij kwam in die maanden tot veertien speelronden, waarvan twaalf vanaf de aftrap. Nadat Jardim in december 2019 zijn ontslag kreeg, vertrok Dias op huurbasis naar Granada. Zijn zevende en laatste verblijf op huurbass was in 2020/21 bij Famalicão. Hier was hij dat jaar voor het eerst sinds zijn tijd bij Rio Ave vrijwel heel het seizoen basisspeler.
Dias verliet AS Monaco in juli 2021 definitief en tekende bij Benfica. Hier mocht hij in zijn eerste jaar alleen sporadisch invallen en in de eerste zes maanden van 2022/23 ook dat alleen maar in de Portugese bekertoernooien. Hij verhuisde daarop in januari 2023 naar VfB Stuttgart, voor een verblijf in het zevende land in zijn carrière. Daar kwam in september 2023 ook een achtste bij, toen hij op huurbasis voor Legia Warschau ging spelen.

## Clubstatistieken
| Seizoen | Club                 | Competitie       | Competitie | Competitie | Beker | Beker | Internationaal | Internationaal | Totaal | Totaal |
| Seizoen | Club                 | Competitie       | Wed.       | Dlp.       | Wed.  | Dlp.  | Wed.           | Dlp.           | Wed.   | Dlp.   |
| ------- | -------------------- | ---------------- | ---------- | ---------- | ----- | ----- | -------------- | -------------- | ------ | ------ |
| 2015/16 | AS Monaco            | Ligue 1          | 0          | 0          | 0     | 0     | 0              | 0              | 0      | 0      |
| 2015/16 | → Varzim             | Segunda Liga     | 15         | 6          | 0     | 0     | —              | —              | 15     | 6      |
| 2016/17 | → Rio Ave            | Primeira Liga    | 34         | 6          | 2     | 2     | 2              | 0              | 38     | 8      |
| 2017/18 | AS Monaco            | Ligue 1          | 1          | 0          | 0     | 0     | 0              | 0              | 1      | 0      |
| 2017/18 | → Fiorentina         | Serie A          | 27         | 2          | 1     | 0     | —              | —              | 28     | 2      |
| 2018/19 | → Nottingham Forest  | Championship     | 21         | 0          | 3     | 1     | —              | —              | 24     | 1      |
| 2018/19 | → Olympiakos Piraeus | Super League     | 7          | 0          | 1     | 0     | 2              | 0              | 10     | 0      |
| 2019/20 | AS Monaco            | Ligue 1          | 14         | 0          | 2     | 0     | —              | —              | 16     | 0      |
| 2019/20 | → Granada            | Primera División | 12         | 0          | 1     | 0     | —              | —              | 13     | 0      |
| 2020/21 | → Famalicão          | Primeira Liga    | 31         | 0          | 2     | 2     | —              | —              | 33     | 2      |
| 2021/22 | Benfica              | Primeira Liga    | 12         | 1          | 4     | 0     | 2              | 0              | 18     | 1      |
| 2022/23 | Benfica              | Primeira Liga    | 0          | 0          | 2     | 0     | 0              | 0              | 2      | 0      |
| 2022/23 | VfB Stuttgart        | Bundesliga       | 7          | 1          | 1     | 1     | —              | —              | 8      | 2      |
| Totaal  | Totaal               | Totaal           | 181        | 16         | 19    | 6     | 6              | 0              | 206    | 22     |

Bijgewerkt t/m 18 september 2019

## Interlandcarrière
Dias maakte deel uit van alle Portugese nationale jeugdselecties vanaf Portugal –18. Hij speelde met geen hiervan op een eindtoernooi.